# Числа Деланоя
Числа Делануа або числа Деланоя (фр. Delannoy) D (a, b) в комбінаториці описують кількості шляхів з лівого нижнього кута прямокутної решітки (a, b) в протилежний по діагоналі кут, використовуючи тільки ходи вгору, вправо або вгору-вправо («ходом короля»). В a-вимірному клітинному автоматі D (a, b) задають кількість клітинок в околиці фон Неймана радіусом b (послідовність A008288 з Онлайн енциклопедії послідовностей цілих чисел, OEIS); кількість клітинок на поверхні околиці задає послідовність A266213 з Онлайн енциклопедії послідовностей цілих чисел, OEIS. Названі на честь французького математика Анрі Оґюста Делануа.

## Деякі значення
Для квадратної сітки n×n перші числа Делануа (починаючи з n=0) (послідовність A001850 з Онлайн енциклопедії послідовностей цілих чисел, OEIS):
1, 3, 13, 63, 321, 1683, 8989, 48639, 265729, …
Наприклад, D (3,3) = 63, оскільки в квадраті 3 × 3 існує 63 різних шляхи Делануа:
Шляхи, які не піднімаються вище від діагоналі, описують числа Шредера.
Числа Делануа утворюють нескінченну матрицю Делануа, частину якої наведено в таблиці:
| k\n | 0 | 1 | 2  | 3  | 4  | 5  | 6  | 7   | 8   | 9   | 10  |
| --- | - | - | -- | -- | -- | -- | -- | --- | --- | --- | --- |
| 0   | 1 | 1 | 1  | 1  | 1  | 1  | 1  | 1   | 1   | 1   | 1   |
| 1   | 1 | 3 | 5  | 7  | 9  | 11 | 13 | 15  | 17  | 19  | 21  |
| 2   | 1 | 5 | 13 | 25 | 41 | 61 | 85 | 113 | 145 | 181 | 221 |

## Властивості
Числа Делануа задовольняють рекурентному співвідношенню: {\displaystyle \ D(m,n)=D(m-1,n)+D(m-1,n-1)+D(m,n-1)}, за початкові умови можна взяти D (0, k) = D (k, 0) = 1.
Це рівняння аналогічне трикутнику Паскаля для біноміальних коефіцієнтів C(m, n):
{\displaystyle \ C(m,n)=C(m-1,n)+C(n-1,m)}
яке стосується кількості шляхів між тими ж вершинами, але за умови, що допустимі тільки ходи по сторонам клітин.[прояснити]
Якщо врахувати місця, в яких шляхи перетинають діагональ, то можна вивести зв'язок між числами Делануа і біноміальними коефіцієнтами :
{\displaystyle \ D(m,n)=\sum _{k=0}^{m}C(m,k)C(n+m-k,m)=\sum _{k=0}^{m}2^{k}C(m,k)C(n,k)}
{\displaystyle D(m,n)=\sum _{k=0}^{n}A(m,k),}
де {\displaystyle A(m,k)} позначено послідовність A266213 з Онлайн енциклопедії послідовностей цілих чисел, OEIS.
Твірна функція для чисел:
{\displaystyle \sum _{p,q=0}^{\infty }D(p,q)x^{p}y^{q}={\frac {1}{1-x-y-xy}}}
Коли розглядаються шляхи в квадраті, числа Делануа рівні:
{\displaystyle D(n)=D(n,n)=P_{n}(3)}, де {\displaystyle P_{n}(x)} — поліном Лежандра.
Інші їх властивості:
{\displaystyle D(n)={\frac {3(2n-1)D(n-1)-(n-1)D(n-2)}{n}}}
{\displaystyle \sum _{n=0}^{\infty }D(n)x^{n}={\frac {1}{\sqrt {1-6x+x^{2}}}}=1+3x+13x^{2}+63x^{3}+321x^{4}+\ldots }